# Макникол, Питер
Пи́тер Макни́кол (англ. Peter MacNicol; род. 10 апреля 1954, Даллас) — американский актёр театра и кино.

## Ранние годы
Питер Макникол был младшим из пяти детей в семье. Учился в Университете Далласа и Университете Миннесоты в Миннеаполисе.
Во время учёбы в Миннесоте два сезона выступал в театре Гатри. Затем переехал в Нью-Йорк, где сыграл в небродвейском спектакле по пьесе Бет Хенли «Преступления сердца», за роль в котором получил премию Theatre World Award.

## Карьера
В начале 1980-х годов Макникол начал сниматься в кино, сыграв главные роли в фантастическом фильме «Победитель дракона» (1981) и в драме Алана Пакулы «Выбор Софи» (1982). Макникол также не оставлял сцену: на Бродвее он участвовал в спектаклях по пьесам Шекспира «Ричард II», «Ромео и Джульетта» и «Двенадцатая ночь». Также он сыграл яркие роли второго плана в фильмах «Охотники за привидениями 2», «Дракула: Мёртвый и довольный», «Мистер Бин».
В 1997—2000 годах Макникол играл роль эксцентричного адвоката Джона Кейджа в телесериале «Элли Макбил», за эту роль он получил несколько премий, в том числе премию «Эмми». Он снимался в сериалах «24 часа» (2007) и «4исла» (2005—2010). В течение нескольких лет Питер работает над режиссёрским дебютом Salvation on Sand Mountain, в этой картине он также являлся автором сценария, продюсером и исполнителем главной роли.
В 2015 году Питер снимался в первом сезоне сериала «C.S.I.: Киберпространство».

## Личная жизнь
Живёт в Лос-Анджелесе со своей женой Мартой Сью, на которой женился в 1986 году; у пары есть сын. Увлечение актёра — игра на волынке.

## Избранная фильмография
| Год       |    | Русское название                    | Оригинальное название                           | Роль                            |
| --------- | -- | ----------------------------------- | ----------------------------------------------- | ------------------------------- |
| 1981      | ф  | Победитель дракона                  | Dragonslayer                                    | Гален                           |
| 1982      | ф  | Выбор Софи                          | Sophie’s Choice                                 | Стинго                          |
| 1986      | ф  | Гнев                                | Heat                                            | Сайрус Кинник                   |
| 1987      | с  | Дни и ночи Молли Додд               | The Days and Nights of Molly Dodd               | Стив Купер                      |
| 1989      | ф  | Охотники за привидениями 2          | Ghostbusters II                                 | доктор Янош Поха                |
| 1990      | тф | На рассвете                         | By Dawn’s Early Light                           | Седжвик                         |
| 1991      | ф  | Несдержанные обещания               | Hard Promises                                   | Стюарт                          |
| 1992      | ф  | Хозяйка дома                        | HouseSitter                                     | Марти                           |
| 1993      | с  | Весёлая компания                    | Cheers                                          | Марио                           |
| 1993      | ф  | Семейные ценности Аддамсов          | Addams Family Values                            | Гэри Грейнджер                  |
| 1994      | тф | Розуэлл                             | Roswell                                         | Льюис Рикетт                    |
| 1994      | ф  | Убийства на радио                   | Radioland Murders                               | сын писателя                    |
| 1994      | с  | Байки из склепа                     | Tales from the Crypt                            | Остин Хаггард                   |
| 1994—1998 | с  | Надежда Чикаго                      | Chicago Hope                                    | Алан Берч                       |
| 1995      | ф  | Дракула: Мёртвый и довольный        | Dracula: Dead and Loving It                     | Томас Рэндфилд                  |
| 1996      | ф  | Луна пустыни                        | Mojave Moon                                     | автослесарь                     |
| 1997      | ф  | Мистер Бин                          | Bean                                            | Дэвид Лэнгли                    |
| 1997—2002 | с  | Элли Макбил                         | Ally McBeal                                     | Джон Кейдж                      |
| 1999      | ф  | Гениальные младенцы                 | Baby Geniuses                                   | Дэн                             |
| 1999      | мс | Крутые бобры                        | Angry Beavers                                   | друг детей                      |
| 2000      | мс | Дикая семейка Торнберри             | The Wild Thornberrys                            | Раджу / обезьянка               |
| 2002      | мф | Балто 2: В поисках волка            | Balto: Wolf Quest                               | Муру                            |
| 2003      | мс | Котопёс                             | CatDog                                          | Рант                            |
| 2003—2005 | мс | Дэнни-призрак                       | Danny Phantom                                   | Сидни Пойндекстер               |
| 2003—2007 | мс | Харви Бёрдман                       | Harvey Birdman, Attorney at Law                 | Икс                             |
| 2004—2008 | мс | Бэтмен                              | The Batman                                      | доктор Кирк Лэнгстром           |
| 2005      | мс | Лига справедливости                 | Justice League                                  | Хронос / Дэвид Клинтон          |
| 2005      | мф | Стюарт Литтл 3: Зов природы         | Stuart Little 3: Call of the Wild               | глава отряда                    |
| 2005—2010 | с  | 4исла                               | Numb3rs                                         | доктор Ларри Флейнхард          |
| 2006      | с  | Юристы Бостона                      | Boston Legal                                    | доктор Сидни Филд               |
| 2007      | с  | 24 часа                             | 24                                              | Том Леннокс                     |
| 2008      | тф | 24 часа: Искупление                 | 24: Redemption                                  | Том Леннокс                     |
| 2008—2009 | мс | Новые приключения Человека-паука    | The Spectacular Spider-Man                      | Отто Октавиус / доктор Осьминог |
| 2010      | мс | Бен-10: Инопланетная сверхсила      | Ben 10: Ultimate Alien                          | Оливер / мистер Уэбб            |
| 2010—2011 | с  | Анатомия страсти                    | Grey's Anatomy                                  | доктор Роберт Старк             |
| 2011      | с  | Посредник Кейт                      | Fairly Legal                                    | судья Смоллет                   |
| 2011      | ки | —                                   | Batman: Arkham City                             | Джервис Тетч / Безумный Шляпник |
| 2011—2012 | мс | Юная Лига Справедливости            | Young Justice                                   | профессор Айво                  |
| 2012      | тф | Игра изменилась                     | Game Change                                     | Рик Дэвис                       |
| 2012      | ф  | Морской бой                         | Battleship                                      | министр обороны США             |
| 2013      | с  | Необходимая жестокость              | Necessary Roughness                             | доктор Альберт Ганнер           |
| 2013      | мф | Скуби-Ду! Боязнь сцены              | Scooby Doo! Stage Fright                        | Дьюи Оттоман                    |
| 2013      | ки | —                                   | Batman: Arkham Origins                          | Джервис Тетч / Безумный Шляпник |
| 2013—2015 | с  | Агенты «Щ.И.Т.»                     | Agents of S.H.I.E.L.D.                          | профессор Эллиот Рэндольф       |
| 2014      | с  | Проект Минди                        | The Mindy Project                               | ребе Адлер                      |
| 2014      | мс | Звёздные войны: Повстанцы           | Star Wars Rebels                                | Тсибо                           |
| 2014—2015 | мс | Американский папаша!                | American Dad!                                   | разные персонажи                |
| 2015      | с  | C.S.I.: Киберпространство           | CSI: Cyber                                      | Саймон Сифтер                   |
| 2015      | ки | —                                   | Batman: Arkham Knight                           | Джервис Тетч / Безумный Шляпник |
| 2016—2019 | с  | Вице-президент                      | Veep                                            | Джефф Кейн                      |
| 2017—2020 | мс | Рапунцель: Новая история            | Tangled: The Series                             | Найджел                         |
| 2018      | с  | Теория Большого взрыва              | The Big Bang Theory                             | доктор Роберт Уолкотт           |
| 2019      | с  | Лемони Сникет: 33 несчастья         | A Series of Unfortunate Events                  | Измаил                          |
| 2020—2021 | с  | Всем встать                         | All Rise                                        | судья Альберт Кэмпбелл          |
| 2024      | мф | Looney Tunes: Космическое вторжение | The Day the Earth Blew Up: A Looney Tunes Movie | инопланетянин-захватчик         |
| 2024      | ф  | Раковина                            | Shell                                           | доктор Таддеус Бран             |

### Компьютерные игры
- Batman: Arkham City (2011) - Безумный Шляпник,
- Batman: Arkham Origins (2013) - Безумный Шляпник,
- Batman: Arkham Knight (2015) - Безумный Шляпник

## Награды и номинации
| Награда                        | Год  | Категория                                                                    | Название работы | Результат |
| ------------------------------ | ---- | ---------------------------------------------------------------------------- | --------------- | --------- |
| Эмми                           | 1999 | Лучшая мужская роль второго плана в комедийном телесериале                   | Элли Макбил     | Номинация |
| Эмми                           | 2000 | Лучшая мужская роль второго плана в комедийном телесериале                   | Элли Макбил     | Номинация |
| Эмми                           | 2001 | Лучшая мужская роль второго плана в комедийном телесериале                   | Элли Макбил     | Победа    |
| Эмми                           | 2019 | Лучший приглашённый актёр в комедийном телесериале                           | Вице-президент  | Номинация |
| Премия Гильдии киноактёров США | 1999 | Лучшая мужская роль в комедийном телесериале                                 | Элли Макбил     | Номинация |
| Премия Гильдии киноактёров США | 2000 | Лучшая мужская роль в комедийном телесериале                                 | Элли Макбил     | Номинация |
| Премия Гильдии киноактёров США | 2001 | Лучшая мужская роль в комедийном телесериале                                 | Элли Макбил     | Номинация |
| Спутник                        | 2003 | Лучшая мужская роль второго плана в мини-сериале, телесериале или телефильме | Элли Макбил     | Номинация |